# Thermes de Barbara

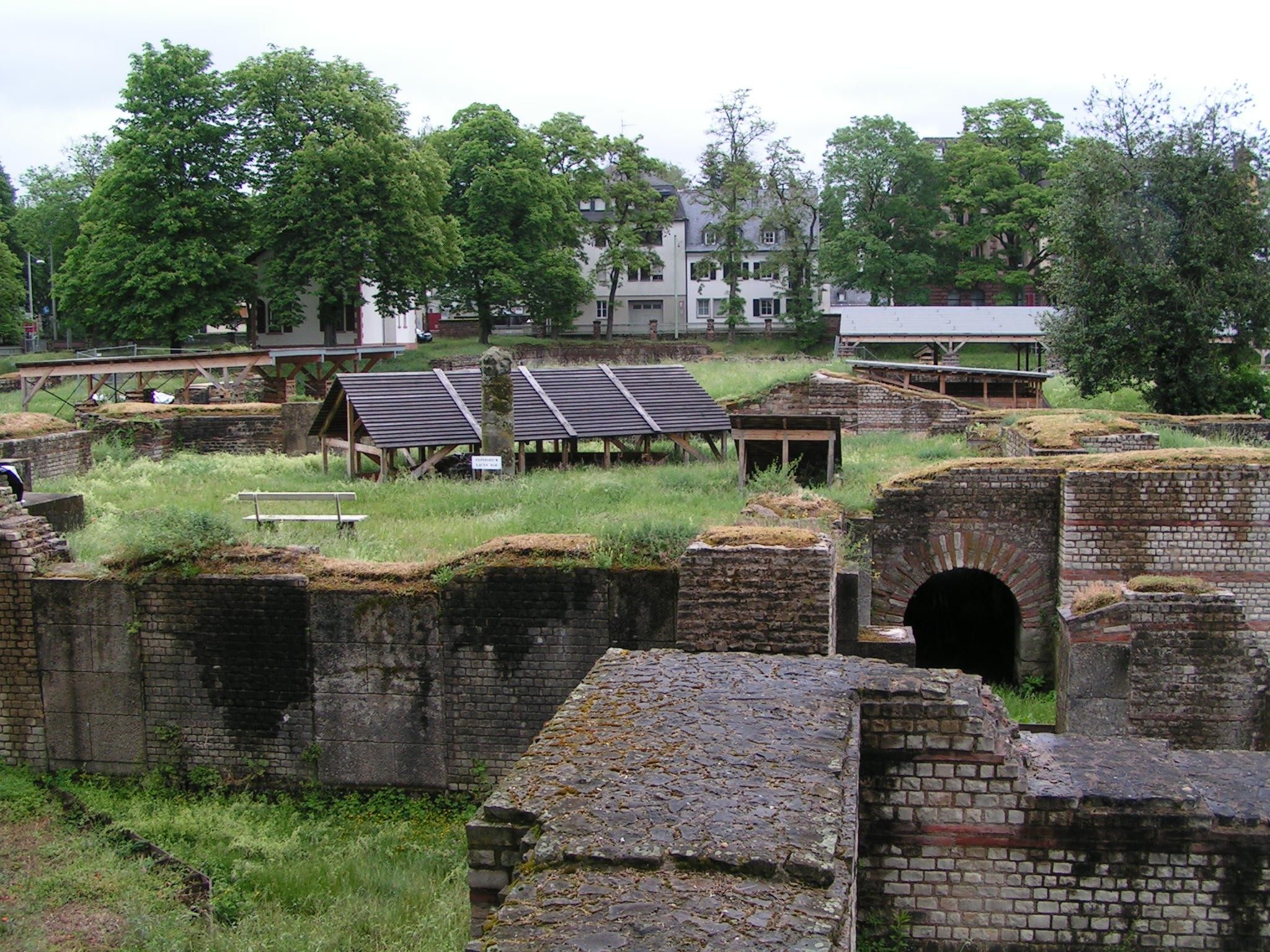
Les thermes de Barbara en 2007

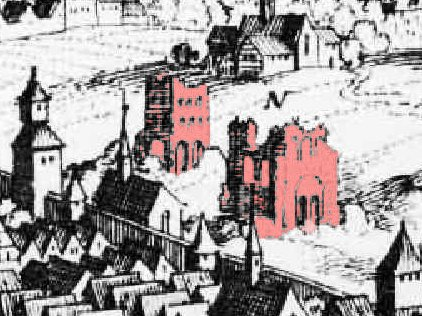
Ruines des thermes de Barbara vers 1548), pointe sèche de Merian de 1646 (la mise en couleur n'est pas dans l'original).

Les thermes de Barbara à Trèves sont les thermes romains les plus grands du nord des Alpes. Comme les autres édifices romains de Trèves, ils ont été inscrits en 1986  au patrimoine mondial de l'UNESCO.

## Histoire
Les thermes de Barbara ont été construits au IIe siècle. À leur construction, ces thermes s'étendaient vraisemblablement sur 172 × 240 m. Il n'est plus possible aujourd'hui de reconnaître l'emprise initiale de l'édifice, car celui-ci a servi des siècles durant de carrière de pierre pour les maisons et les églises de la ville avant d'être finalement miné aux explosifs.
Depuis 2000, le site a été fermé au public pour mener à bien la préservation des ruines. Depuis 2009, une nouvelle présentation du site est proposée aux visiteurs.

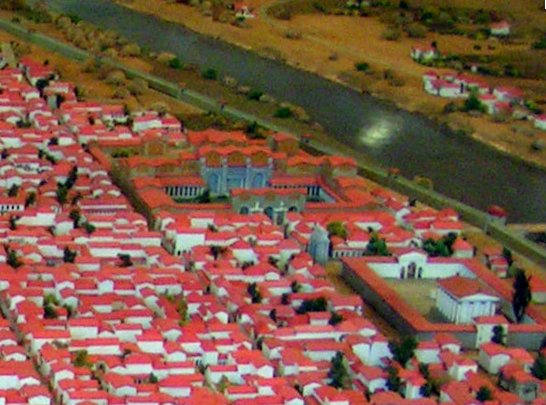
Les thermes de Barbara vers 360-370 ap. J. C. (maquette au Musée rhénan de Trèves).
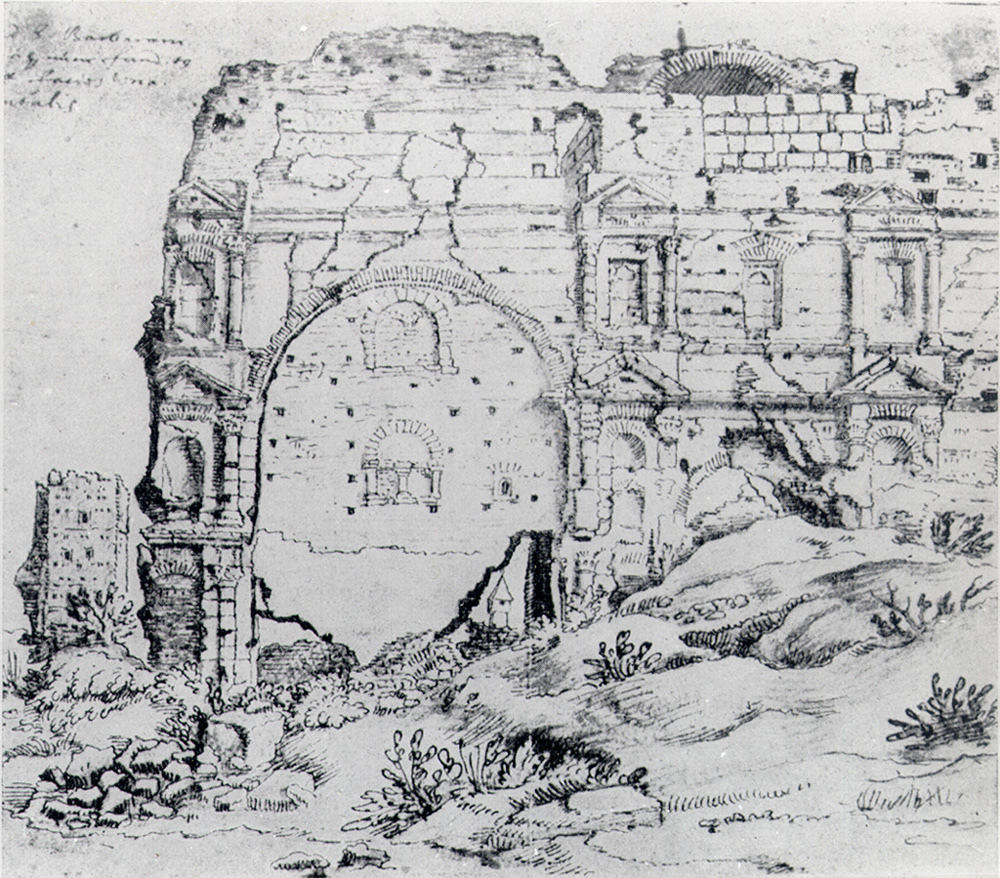
Les thermes de Barbara avant 1611, avec à gauche en petit la Richardsturm.